# Canta a Juan Gabriel Volumen 6
Canta a Juan Gabriel Volumen 6 o Jardín de rosas Este último editado solo en España. es nombre del 15°. álbum de estudio grabado por la cantante española Rocío Dúrcal, producido por el reconocido cantautor mexicano Juan Gabriel, Fue lanzado al mercado bajo el sello discográfico RCA Ariola en 1984. El álbum ha vendido más de 10 millones de copias en todo el mundo, convirtiéndose así en el Disco de género ranchero más vendido en la historia. Solo en México ha vendido 5.500.000 copias, posicionándose en el sexto lugar del Top Ten de los diez discos más vendidos en todo México y el segundo del género ranchero, siendo por ello la única extranjera en compartir en la lista. 
Este fue el primer álbum de la cantante en entrar en la lista musical Latin Pop Albums por la revista Billboard, logrando su mejor posición durante varias semanas en el segundo puesto. Asimismo recibió su primera nominación al Grammy Award en la categoría "Best Latin Pop Album" convirtiéndose en el único álbum del género ranchero interpretado por una solista femenina en alcanzar dicha nominación. Considerado también como una de las producciones latina más exitosa de ese año y el mejor álbum lanzado dentro la carrera discográfica de la cantante. Los sencillos «Amor eterno» y «Costumbres» son declarado parte del Patrimonio de la Cultura Popular y Musical de México. Los videos relacionados al disco suman más de 65.7 millones de visitas en YouTube hasta finales de octubre del 2013. Forma parte de la lista de los 100 discos que debes tener antes del fin del mundo, publicada en 2012 por Sony Music, cuando fue renombrado con el título Amor eterno.

## Lista de temas
|     | Título                                                                                                 | Autor(es)    | Duración |
| --- | --- | ------------ | -------- |
| 1.  | Estás tan dentro de mí                                                                                 | Juan Gabriel | 3:02     |
| 2.  | De serenata                                                                                            | Juan Gabriel | 3:02     |
| 3.  | El canalla                                                                                             | Juan Gabriel | 2:52     |
| 4.  | Déjame vivir (Dúo con Juan Gabriel)                                                                    | Juan Gabriel | 3:43     |
| 5.  | Amor eterno                                                                                            | Juan Gabriel | 6:50     |
| 6.  | Te dedico esta canción                                                                                 | Juan Gabriel | 3:20     |
| 7.  | Perdóname, olvídalo (Dúo con Juan Gabriel)                                                             | Juan Gabriel | 3:39     |
| 8.  | Te quiero mucho, mucho (Dúo con Juan Gabriel)                                                          | Juan Gabriel | 3:36     |
| 9.  | Diferentes                                                                                             | Juan Gabriel | 3:23     |
| 10. | Costumbres                                                                                             | Juan Gabriel | 4:32     |
| 11. | Jamás te prometí un jardín de rosas (Dúo con Juan Gabriel) (Salió solamente en la edición para España) | Juan Gabriel | 4:20     |

## Premios y logros obtenidos por el álbum
- "Reconocimiento Especial" al "Mejor Dueto" por "Déjame vivir" con Juan Gabriel.

- Los temas "Amor eterno" y "Costumbres" Son declarado parte del "Patrimonio de la Cultura Popular y Musical" de México.

- "Premios Ronda", Entregado por el equipo de la revista de farándula "Ronda" de Venezuela.

| Año  | Intérprete                     | Categoría                        | Resultado |
| ---- | ------------------------------ | -------------------------------- | --------- |
| 1985 | Rocío Dúrcal                   | "Mejor Artista Femenina Del Año" | Ganadora  |
| Año  | Álbum                          | Categoría                        | Resultado |
| 1985 | Canta A Juan Gabriel Volumen 6 | "Mejor Álbum Del Año"            | Ganadora  |

- "Premios ACE", Otorgado por la "Asociación de Periodistas de Espectáculos de Nueva York".

| Año  | Intérprete   | Categoría                   | Resultado |
| ---- | ------------ | --------------------------- | --------- |
| 1985 | Rocío Dúrcal | "Mejor Intérprete Femenina" | Ganadora  |

- "Grammy Award"

| Año  | Intérprete                     | Categoría               | Resultado |
| ---- | ------------------------------ | ----------------------- | --------- |
| 1986 | Canta A Juan Gabriel Volumen 6 | "Best Latin Pop Albums" | Nominado  |

## Listas musicales
| Año  | País           | Lista                      | Mejor Posición |
| ---- | -------------- | -------------------------- | -------------- |
| 1985 | Estados Unidos | Billboard Latin Pop Albums | 2              |

## Certificaciones
| País           | Certificaciones     |
| -------------- | ------------------- |
| Estados Unidos | 2xPlatinum (Latin)  |
| Estados Unidos | Gold (Latin)        |
| México         | 6x Disco de Platino |
| México         | 12x Disco de Oro    |
| Venezuela      | Disco de oro        |
| Colombia       | Disco de oro        |

## Músicos
- Rocío Dúrcal (Voz).
- Juan Gabriel (Voz en cuatro temas).
- Juan Gabriel (Letra y Música).
- Mariachi Arriba Juárez (Varios Instrumentos).